# Bergmann
Bergmann je priimek več znanih oseb:

## Znani nosilci priimka
- Arnfinn Bergmann (1928—2011), norveški smučarski skakalec, olimpijski prvak
- Carl Georg Bergmann (1814—1854), nemški anatom in fiziolog
- Christian Bergmann, nemški igralec
- Ernst Bergmann (1836—1907), nemški zdravnik
- Ernst Bergmann, nemški filozof
- Gustav Bergmann, avstrijski filozof
- Jacinto Bergmann, brazilski rimskokatoliški škof
- Karl-Christian Bergmann, nemški anatom
- Mihael Bergmann (1850—1911), slovenski zdravnik
- Monika Bergmann (*1978), nemška alpska smučarka
- Richard Bergmann (1919—1970), avstrijsko-angleški igralec namiznega tenisa
- Peter Gabriel Bergmann (1915—2002), nemško-ameriški fizik
- Theodor Bergmann (1850—1931), nemški podjetnik in konstruktor